# I. Matthaiosz bizánci császár
I. Matthaiosz (1325 körül – 1383. június 24.), franciául: Mathieu I Cantacuzène, olaszul: Matteo I Cantacuzeno, görögül: Ματθαίος Α΄ Καντακουζηνός, βασιλεύς των Ρωμαίων, latinul: Matthaeus I Cantacuzenus, imperator iunior Romanorum et despota Moreae, bizánci (társ)császár, Morea despotája. Lusignan Izabella örmény királyi hercegnő és V. (Palaiologosz) János bizánci császár sógora, III. Iván Aszen bolgár cár, valamint VIII. (Palaiolgosz) Mihály bizánci császár dédunokája. A Kantakuzénosz-ház tagja volt.

## Élete
Édesapja VI. (Kantakuzénosz) János bizánci császár, édesanyja Aszen Irén (Eugénia) bolgár királyi hercegnő, III. Iván Aszen bolgár cár unokája, valamint VIII. (Palaiolgosz) Mihály bizánci császár dédunokája.
Felesége Palaiologosz Irén (1327–1357 körül) bizánci császári hercegnő, II. Andronikosz bizánci császár unokája.

## Gyermekei
- Feleségétől, Palaiologosz Irén (1327–1357 körül) bizánci császári hercegnőtől, II. Andronikosz bizánci császár unokájától, 5 gyermek:
  - János (1342 körül–1380 után) despota
  - Demeter (1343/4–1383/4) szebasztokrátor, felesége N. N., 2 fiú
  - Teodóra (?–1360 /után/) apáca
  - Ilona (?–1394) bizánci császári hercegnő, férje I. (Aragóniai) Lajos (?–1381/2), Szalóna grófja az Athéni Hercegségben, Málta és Gozo grófja és az Athéni Hercegség fővikáriusa, II. Frigyes szicíliai király dédunokája természetes ágon, 1 leány:
    - I. (Aragóniai) Mária (1370 körül–1395), Szalóna grófnője az Athéni Hercegségben, férje I. Bajezid (1347/54–1512) oszmán szultán, nem születtek gyermekei

  - Mária (?–1373), férje Ióannész Kalopherosz (?–1392) ciprusi szenátor